# Julian Cash
Julian Cash, né le 29 août 1996 à Brighton, est un joueur de tennis britannique, professionnel depuis 2021.

## Carrière
Diplômé d'un Bachelor of business administration, Julian Cash a passé une année à l'université du Mississippi puis trois autres à l'université de l'Oklahoma.
Deux fois finaliste en simple sur le circuit ITF, il connait ses principaux résultats en double au point de se spécialiser dans la discipline à l'été 2022. En avril, il s'associe avec son compatriote Henry Patten et remporte rapidement trois tournois ITF puis crée la surprise en s'imposant sur les tournois Challenger de Surbiton et d'Ilkley. Ils conservent cette dynamique avec six autres titres acquis sur le continent nord-américain entre août et novembre, puis deux en fin d'année en Italie et au Portugal. La paire devient la plus titrée du circuit Challenger avec dix titres sur une seule saison. Cash remporte un total de 17 tournois en 2022.
Il évolue en 2023 sur le circuit ATP et dispute une finale à Houston avec Patten puis deux autres à l'automne à Stockholm et Sofia. Il est aussi huitième de finaliste à l'US Open.
En 2024, il s'impose à Delray Beach et à Majorque avec Robert Galloway et à Tokyo avec Lloyd Glasspool.

## Palmarès

### Titres en double messieurs
| No | Date       | Nom et lieu du tournoi                                | Catégorie    | Dotation    | Surface      | Partenaire      | Finalistes                     | Score              |          |
| -- | ---------- | ----------------------------------------------------- | ------------ | ----------- | ------------ | --------------- | ------------------------------ | ------------------ | -------- |
| 1  | 12-02-2024 | Delray Beach Open Delray Beach                        | ATP 250      | 661 585 $   | Dur (ext.)   | Robert Galloway | Santiago González Neal Skupski | 5-7, 7-5, [10-2]   | Parcours |
| 2  | 23-06-2024 | Mallorca Championships Majorque                       | ATP 250      | 932 135 €   | Gazon (ext.) | Robert Galloway | Diego Hidalgo Alejandro Tabilo | 6-4, 6-4           | Parcours |
| 3  | 25-09-2024 | Kinoshita Group Japan Open Tennis Championships Tokyo | ATP 500      | 1 818 380 $ | Dur (ext.)   | Lloyd Glasspool | Ariel Behar Robert Galloway    | 6-4, 4-6, [12-10]  | Parcours |
| 4  | 30-12-2024 | Brisbane International presented by Evie Brisbane     | ATP 250      | 680 140 $   | Dur (ext.)   | Lloyd Glasspool | Jiří Lehečka Jakub Menšík      | 6-3, 62-7, [10-6]  | Parcours |
| 5  | 17-02-2025 | Qatar ExxonMobil Open Doha                            | ATP 500      | 2 760 000 $ | Dur (ext.)   | Lloyd Glasspool | Joe Salisbury Neal Skupski     | 6-3, 6-2           | Parcours |
| 6  | 16-06-2025 | HSBC Championships Londres                            | ATP 500      | 2 522 220 € | Gazon (ext.) | Lloyd Glasspool | Nikola Mektić Michael Venus    | 6-3, 65-7, [10-6]  | Parcours |
| 7  | 23-06-2025 | Lexus Eastbourne Open Eastbourne                      | ATP 250      | 756 875 €   | Gazon (ext.) | Lloyd Glasspool | Ariel Behar Joran Vliegen      | 6-4, 7-65          | Parcours |
| 8  | 03-07-2025 | The Championships Wimbledon                           | G. Chelem    | NC £        | Gazon (ext.) | Lloyd Glasspool | Rinky Hijikata David Pel       | 6-2, 7-63          | Parcours |
| 9  | 27-07-2025 | National Bank Open presented by Rogers Toronto        | Masters 1000 | 9 193 540 $ | Dur (ext.)   | Lloyd Glasspool | Joe Salisbury Neal Skupski     | 6-3, 65-7, [13-11] | Parcours |

### Finales en double messieurs
| No | Date       | Nom et lieu du tournoi                                       | Catégorie    | Dotation    | Surface      | Vainqueurs                           | Partenaire      | Score             |          |
| -- | ---------- | ------------------------------------------------------------ | ------------ | ----------- | ------------ | ------------------------------------ | --------------- | ----------------- | -------- |
| 1  | 03-04-2023 | Fayez Sarofim & Co. US Men's Clay Court Championship Houston | ATP 250      | 642 735 $   | Terre (ext.) | Max Purcell Jordan Thompson          | Henry Patten    | 4-6, 6-4, [10-5]  | Parcours |
| 2  | 16-10-2023 | BNP Paribas Nordic Open Stockholm                            | ATP 250      | 673 630 €   | Dur (int.)   | Andrey Golubev Denys Molchanov       | Yuki Bhambri    | 7-68, 6-2         | Parcours |
| 3  | 06-11-2023 | Sofia Open Sofia                                             | ATP 250      | 562 815 €   | Dur (int.)   | Gonzalo Escobar Aleksandr Nedovyesov | Nikola Mektić   | 6-3, 3-6, [13-11] | Parcours |
| 4  | 10-06-2024 | BOSS Open Stuttgart                                          | ATP 250      | 734 915 €   | Gazon (ext.) | Rafael Matos Marcelo Melo            | Robert Galloway | 3-6, 6-3, [10-8]  | Parcours |
| 5  | 18-08-2024 | Winston-Salem Open Winston-Salem                             | ATP 250      | 779 780 $   | Dur (ext.)   | Nathaniel Lammons Jackson Withrow    | Robert Galloway | 6-4, 6-3          | Parcours |
| 6  | 19-03-2025 | Miami Open presented by Itaú Miami                           | Masters 1000 | 9 193 540 $ | Dur (ext.)   | Marcelo Arévalo Mate Pavić           | Lloyd Glasspool | 7-63, 6-3         | Parcours |
| 7  | 06-04-2025 | Rolex Monte-Carlo Masters Monte-Carlo                        | Masters 1000 | 6 128 940 € | Terre (ext.) | Romain Arneodo Manuel Guinard        | Lloyd Glasspool | 1-6, 7-68, [10-8] | Parcours |
| 8  | 09-06-2025 | Libéma Open Bois-le-Duc                                      | ATP 250      | 706 850 €   | Gazon (ext.) | Matthew Ebden Jordan Thompson        | Lloyd Glasspool | 6-4, 3-6, [10-7]  | Parcours |

## Parcours dans les tournois duGrand Chelem

### En double messieurs
| Année | Open d'Australie                                                                   | Open d'Australie                                                                    | Internationaux de France                                                           | Internationaux de France                                                     | Wimbledon                                                                         | Wimbledon | US Open | US Open |
| ----- | ---------------------------------------------------------------------------------- | ----------------------------------------------------------------------------------- | ---------------------------------------------------------------------------------- | ---------------------------------------------------------------------------- | --------------------------------------------------------------------------------- | --------- | ------- | ------- |
| 2022  | —                                                                                  | —                                                                                   | —                                                                                  | —                                                                            | 1er tour (1/32) H. Patten \|\| style="text-align:left;" \| S. González A. Molteni | —         | —       |         |
| 2023  | 2e tour (1/16) H. Patten \|\| style="text-align:left;" \| R. Haase M. Middelkoop   | 1er tour (1/32) H. Patten \|\| style="text-align:left;" \| Max Purcell Ben Shelton  | 1er tour (1/32) L. Johnson \|\| style="text-align:left;" \| M. González A. Molteni | 1/8 de finale H. Patten \|\| style="text-align:left;" \| R. Bopanna M. Ebden |                                                                                   |           |         |         |
| 2024  | 1er tour (1/32) R. Galloway \|\| style="text-align:left;" \| Q. Halys A. Mannarino | 1er tour (1/32) R. Galloway \|\| style="text-align:left;" \| Ivan Dodig A. Krajicek | 2e tour (1/16) R. Galloway \|\| style="text-align:left;" \| S. Doumbia F. Reboul   | 2e tour (1/16) R. Galloway \|\| style="text-align:left;" \| T. Boyer E. Nava |                                                                                   |           |         |         |
| 2025  | 1/4 de finale L. Glasspool \|\| style="text-align:left;" \| K. Krawietz T. Pütz    | 1/8 de finale L. Glasspool \|\| style="text-align:left;" \| S. Arends L. Johnson    | Victoire L. Glasspool                                                              | R. Hijikata D. Pel                                                           |                                                                                   |           |         |         |

N.B. : le nom du partenaire se trouve sous le résultat ; les noms des ultimes adversaires se trouvent à droite.

### En double mixte
| 2025 | — | — | 1er tour (1/16) E. Perez \|\| style="text-align:left;" \| G. Olmos L. Glasspool | 1er tour (1/16) H. Watson \|\| style="text-align:left;" \| S. Errani A. Vavassori |  |  |

N.B. : le nom du partenaire se trouve sous le résultat ; les noms des ultimes adversaires se trouvent à droite.

## Classements ATP en fin de saison
| Année          | 2019 | 2020 | 2021 | 2022 | 2023 | 2024 |
| Rang en simple | 1089 | 1205 | 936  | 994  | –    | –    |
| Rang en double | 681  | 996  | 639  | 70   | 50   | 37   |

Source : (en) Classements de Julian Cash sur le site officiel de la Fédération internationale de tennis